# Мат Харди
Матю (Мат) Муур Харди (на английски: Matthew (Matt) Moore Hardy), е американски професионален кечист най-добре познат за времето си в Световната федерация по кеч и TNA.

## WWF/WWE
Той е дългогодишен кечист с голям опит и с много победи и титли. Работил е и за RAW и за ECW, а се състезава за Разбиване. Дълги години се бие в отбор с брат си под името The Hardys, а когато към тях се присъединява Лита се прекръстват на Team Extreme.

## История с Джеф Харди(2009)
На Кралското Меле през 2009
след като загуби една титла за ECW, Мат Харди се превръща в злодей,
когато той удари брат му Джеф със стоманен стол, което позволява Острието да спечели титлата на Федерацията.
От януари 27, 2009 епизод на И Си Дабълю(ECW), бе обявена от генералния маниджер Теодор Лонг че,
Харди е поискал, и се е съгласил,
за освобождаването му от И Си Дабълю, и бе потписан с Разбиване.
Като част от натрупването на тази вражда, Харди намекна,
че той отговаря за всички инциденти Джеф водещите обратно към ноември,
включително автомобилна катастрофа и пиротехническия инцидент, и на Кеч Мания XXV,
Мат Харди побеждава Джеф Хрди в мач на Екстремни правила,
и на мач с носилка в следващия епизод на Разбиване.
На 13 април епизод на Първична Сила,
Мат е изпратен в Първична Сила като част от Смените във Федерацията(WWE Draft).
Две седмици по-късно, като реванш от Кеч Маниа,
Харди губи от Джеф чрез мач „Предавам се“,
по-който Мат счупи ръката си. Харди продължава да се бори с една ръка.
На 22 юни част на Суперзвездите на Федерацията(WWE Superstars),
Харди претърпява повреда, когато неговите черва „експлодират“ през стена,
по време на мач Тройна Заплаха срещу МВП и Кофи Кингстън. Харди е получил разкъсване на коремен мускул.

## Завръщане в Разбиване (2009-2010)
На 15 октомври 2010 Мат напуска WWE!!!!

## Личен Живот
Син на Гилбърт и Ръби Мур Харди, той е по-голям брат на Джеф Харди. Майка им почина от рак на мозъка през 1986 година.
Харди играе бейзбол като дете. Той също играе футбол, като Линеен Бек или защитна цел.
Харди беше добър студент в гимназия в Северна Каролина,
и е номиниран за Награда „Морхед“, една стипендия за всеки университет в Северна Каролина.
Харди присъстваха в Университета на Северна Каролина в Шарлот, където завършва специалност архитектура;
Въпреки това, след една година той напуска поради това че баща му е болен.
Той тогава присъства на Сендхилс Общността колеж в Пинехърст,
за да получи степента му на асоцииран.
Харди е добър приятел с Марти Гарнър, Шанън Мур и Грегъри Хелмс.
Харди за една година има шест отношения с бившата Дива Ейми Дюма, известна с ринг името „Лита“.
Те са използвали един дом в Северна Каролина. Двойката скъсаха,
когато тя имаше любовна връзка с един от близки приятели на Харди,
също борец Острието(Edge)в Копланд през февруари 2005 година. Харди е заявил в интервю, че той и Дюма са скъсали,
а той все още я счита за близък приятел.

## TNA
През 2011 Мат подписва договор с TNA след което в рамките на няколко месеца Мат има няколко вражди и участва в мачове. Но след това той прекратява кариерата си заради множество травми.

## Хватки
--Scar(Скар)-2005;2011 TNA
--Twist Of Fate(Обрат На съдбата);
--Side Effect(Страничен ефект);
--Corner clostline & bulldog(Ъглов саблен удар последван от движещ се булдог);
--Corner powerbomb(Ъглова Силова Бомба);
--Даивинг лакът капка, понякога на гърба или на главата с накланяне на противника;
--Extreme leg drop(Летящ крак);

## Титли
- ECW Champion (3 пъти)
- WWE United States Champion (2 пъти)
- WWE World Tag Team Champion (6 пъти) (с Джеф Харди)
- WWE Tag Team Champion (1 път) (с MVP)
- WCW Tag Team Champion (5 пъти) (с Джеф Харди)
- WWF European Champion (1 път)
- WWE Cruiserweight Champion (2 пъти)
- WWF Hardcore Champion (3 пъти)
- Raw Tag Team Champion (2 пъти) – (с Джеф Харди и Брей Уаят)
- SmackDown Tag Team Champion (1 път) – (с Джеф Харди)